# Ferula canescens
Ferula canescens är en flockblommig växtart som först beskrevs av Carl Friedrich von Ledebour, och fick sitt nu gällande namn av Carl Friedrich von Ledebour. Ferula canescens ingår i släktet stinkflokesläktet, och familjen flockblommiga växter. Inga underarter finns listade i Catalogue of Life.